# Catalina Sforza
Catalina Sforza (Caterina, en italiano) (Milán, 1463-Florencia, 28 de mayo de 1509), hija ilegítima de Galeazzo María Sforza, duque de Milán y de su amante Lucrecia Landriani, fue condesa de Imola y Forlì.
Llamada Vampiresa de la Romaña, Diablesa encarnada o Virago cruelísima («virago» es utilizado por los italianos para definir a una mujer que lucha como un hombre) por su detractor el papa Alejandro VI debido a su resistencia ante los ataques del pontífice, lo cierto es que Catalina fue de las mujeres más relevantes de su tiempo.

## Biografía
Nació en 1463, siendo hija natural del noble lombardo Galeazzo María Sforza, hermano del influyente Ludovico Sforza, el Moro, quien regía la ciudad de Milán. No obstante, a pesar de su condición bastarda, la pequeña Catalina fue educada como una más en el seno de la familia Sforza.
Siendo aún una niña, la casaron con Girolamo Riario, sobrino del papa Sixto IV, quien concedió a su pariente el gobierno en la ciudad de Imola. La relación entre la pareja fue complicada y siempre a expensas de las continuas infidelidades de Girolamo, lo que no impidió que éste engendrara con su mujer seis hijos.

### Toma del Castillo Sant'idhAngelo
En 1484, tras la muerte de Sixto IV, Catalina —embarazada de siete meses— ya dio muestras de su espíritu aguerrido cuando, para defender su patrimonio territorial, encabezó un pequeño contingente militar en la toma del Castillo Sant'Angelo para justificar su derecho sobre Imola ante el nepotismo del nuevo Papa. Con esta acción aseguró su dominio sobre Imola, y el nuevo pontífice, Inocencio VIII, le concedió la plaza de Forli.

### Defensora de sus hijos y patrimonio
En 1488 su esposo murió asesinado a cuchilladas por algunos desafectos y se dijo que ella misma estaba implicada en el complot. Fue hecha prisionera junto con sus hijos, pero consiguió escapar. Si bien, desde el primer momento, la Sforza se enfrentó a los conjurados demostrando una gallardía propia de los más valientes guerreros. Lo cierto es que la noble consiguió, gracias a su famosa sangre fría, que se reconociese a su varón primogénito Octavio Riario como nuevo señor de las heredades y los títulos dejados por su padre. Tuvo que acuartelarse en un castillo para enfrentar el ataque de los aliados de su marido, quienes capturaron a sus hijos y amenazaron con asesinarlos. Catalina, indica la leyenda, desde la muralla del castillo se levantó las faldas y señalando sus genitales les gritó: «Ho con me lo strumento per farne degli altri!» («Tengo el instrumento para hacer otros!»). Con este gesto, se dice, sorprendió a los asaltantes, que levantaron el asedio.
Poco después tuvo que hacer frente a la invasión francesa de Carlos VIII, defendiendo sus ciudades.

### Vida amorosa
En los años siguientes, la hermosa viuda disfrutó de fogosos amantes, como su favorito, Giacomo Feo que murió asesinado por envidia, dejando consternada a Catalina hasta que al fin llegó la gran pasión de su vida: Giovanni de Médici, conocido como il Popolano, un atractivo noble florentino.
Se casó en secreto con Giovanni de Médici sin tener en cuenta los inconvenientes dinásticos. De esta unión nacería Giovanni de Médicis, futuro héroe nacional italiano que pasó a la historia con el sobrenombre de Juan de las Bandas Negras. Empero, la Sforza padeció un nuevo quebranto con la muerte de su amado en 1498. Una vez más quedaba sola y a merced del peligro encarnado en la familia Borgia, cuyo máximo representante, el papa Alejandro VI, había declarado la ilegitimidad de los señores que gobernaban la Romaña.

### Ataque del papa Alejandro VI
Consciente de que la guerra sería el único camino a seguir, Catalina se preparó para defender sus dominios frente a las tropas pontificias, dirigidas por un auténtico genio militar, el hijo del papa Alejandro VI, César Borgia, y decidió utilizar —dados sus conocimientos alquímicos— la treta del envenenamiento contra el Santo Padre. Pero este atentado se desbarató en el último instante, por lo que la Sforza se convirtió en público y malvado enemigo de la Santa Sede, llevando desde entonces el sobrenombre allí de «La diablesa de Imola». El 17 de diciembre de 1499 los ejércitos pontificios sitiaban Forlí, tras haber tomado Imola sin oposición.
Sin embargo, aquí sí que planteó una feroz resistencia parapetada con 1000 soldados tras los muros de la inexpugnable ciudadela interior. Entre estos soldados se encontraban franceses de su nuevo aliado el rey de Francia Luis XII. Los combates fueron terribles y culminaron en enero de 1500 con la masacre de la guarnición de Forlí, después de una gran resistencia, mientras que su generala era prendida por un caballero francés aliado de los hombres del Borgia, quien había ofrecido 20.000 ducados por la captura de su brava adversaria. No fue agresivo con su prisionera que, por entonces, todavía disfrutaba de una gran belleza, gracias a la utilización cotidiana de ungüentos cosméticos y baños de hierbas medicinales de las que Catalina era entusiasta y gran consumidora.

### Prisionera de César Borgia y liberación
Una vez presa, César Borgia le dio un trato pésimo: la encerró en un sótano (utilizado como bodega en la mansión de Luffo Numai) y de vez en cuando iba con ella para satisfacer sus deseos sexuales, pero con más intención de humillarla que por deseo, a lo que ella respondía de una forma sensual e insinuante para devolverle la moneda y ser ella quien lo humillase a él, haciéndole ver que él no la podría humillar ni quebrantar. Tratándola de esta forma, César Borgia faltó a un trato hecho con los franceses Yves D’Allègre y el bailío de Dijon, en el cual Borgia daba su palabra de tratar a la contessa como merecía una dama de su clase.
Más tarde, la trasladaron del sótano de la mansión de Luffo Numai al palacio de César Borgia. Ahí el fiel ayudante de la dama, Jacopo, junto con media docena de hombres, intentó ayudarla a escapar. El plan fue descubierto y frustrado y se mandó a Catalina a la mazmorra del castillo Sant'Angelo. Al final dejó de ser prisionera gracias a la intervención de los franceses, especialmente la del francés D’Allègre, el cual habló en nombre de su soberano con el pontífice Alejandro VI, protestando por el trato que la contessa recibía y manifestando también el rechazo a un juicio falto de razones y garantías (porque cabe destacar que la iban a mandar a la hoguera con la complicidad del pontífice y César Borgia, proclamando injurias y calumnias sobre ella, dando acusaciones falsas y carentes de sentido).
La Sforza volvió a sus dominios pero vio como éstos estaban ocupados ahora por la familia Orsini. Entonces se retiró a un convento de Florencia, junto a su pequeño hijo Juan, sin llegar a ocasionar más alteraciones en aquella época, que la contempló como fémina indómita. Falleció en la luminosa ciudad toscana en 1509, en el Monasterio de Le Murate, aunque su cuerpo se perdió cuando en el siglo XIX el edificio fue convertido en prisión (actualmente alberga diversas cafeterías). Hoy en día los investigadores históricos la consideran una de las grandes mujeres de la Italia renacentista.

## Personalidad y relaciones
José Calvo Poyato describió los principales rasgos de la duquesa: «Era muy renacentista, de voluntad indomable y con muchas aristas en su carácter».
Leonardo da Vinci es la figura histórica con la que la duquesa mantuvo una relación más estrecha: «Da Vinci trabajó como asesor para la familia Sforza. Tenían una relación militar en la que el inventor ayudaba a Catalina a diseñar estrategias».
La personalidad polifacética de la duquesa le llevó también por otros caminos: «Escribió un recetario con 450 fórmulas elaboradas con plantas sobre cómo teñir el pelo o cómo hacer que la piel pareciera más blanca de acuerdo a los cánones estéticos de la época. Este trabajo le llevó a ser acusada de brujería». Su perfil de mujer peligrosa se complementó con un intento fallido de envenenamiento al Papa, acción por la que adquirió el sobrenombre de «La diablesa de Imola».

## Catalina en el arte
La belleza de la Sforza era otra de sus características. Se ha llegado a decir que Botticelli se inspiró en su rostro para retratar a una de las tres Gracias de su famoso cuadro La primavera, siendo ella la de la derecha, idea a la que el autor antes mencionado atribuye «muy poco fundamento»: «Sólo hay un retrato conocido de la duquesa, era una persona con poco espíritu trascendente hasta el punto de que solicitó que en su lápida no se pusiera nada, petición que se cumplió tras su muerte en Florencia en 1509».

## Cultura popular
- Los Borgia (Antonio Hernández, 2006). El personaje de Catalina Sforza es interpretado por Paz Vega.
- En la serie The Borgias (Neil Jordan, 2011-2013) Catalina es interpretada por la actriz Gina McKee.
- En los videojuegos Assassin's Creed II y Assassin's Creed: Brotherhood aparece como personaje secundario, haciendo resaltar su carácter.